# Koppershorn
Koppershorn is een buurtschap in de gemeente Medemblik, West-Friesland, in de Nederlandse provincie Noord-Holland.
Het is net ten oosten van Lambertschaag - waar het formeel ook onder valt - dat net ten noorden van Twisk gelegen is, aan de rand van Polder De Horn. Koppershorn wordt sinds de twintigste eeuw gescheiden van Lambertschaag door de snelweg A7. De buurtschap ligt op de plaats waar de Westfriese Omringdijk een bocht maakt om boven Opperdoes en de stad Medemblik uit te komen. Koppershorn viel tot 1979 samen met Lambertschaag onder de gemeente Abbekerk. Van 1979 tot 2007 behoorde het tot de gemeente Noorder-Koggenland, waarin de gemeente Abbekerk was opgegaan.
Koppershorn kent twee straten, de Coppershorn en de Mijnsherenweg. De laatste begint daar waar de parallelweg van de A7 afbuigt, en loopt dood bij de Westfriese Omringdijk. Voor de aanleg van de A7 was de Mijnsherenweg een doorlopende weg van Lambertschaag naar Koppershorn. Aan de andere kant van de A7 loopt de Mijnsherenweg nog steeds naar Lambertschaag. 
Voordat de huidige polder Wieringermeer ontstond lag Koppershorn aan de Zuiderzee. Bij de plaats stonden ook drie poldermolens, die via boezem en uitwateringssluis op de zee uitmaalden. Deze molens verdwenen na de komst van de polder. Koppershorn was tot in de 19e eeuw een zelfstandige woonplaats. Uiteindelijk veranderde dit tijdens die eeuw, omdat de plaats een stuk kleiner werd. De huidige bewoning is een combinatie van een klein aantal alleenstaande huizen en agrarische bewoning.
Verder is er in Koppershorn de internationaal bekende grasdrogerij van Wil Hartog gevestigd. De grasdrogerij verhuisde naar Koppershorn omdat het in Abbekerk gestarte bedrijf dermate groot was geworden dat de overlast te groot werd. In 1974 werd gestart met de bouw van het bedrijf in Koppershorn. In 2001 werd het bedrijf getroffen door een grote brand, maar al snel werd het heropgebouwd.
Stad: Medemblik

Dorpen: Abbekerk · Andijk · Benningbroek · Hauwert · Lambertschaag · Midwoud · Nibbixwoud · Onderdijk · Oostwoud · Opperdoes · Sijbekarspel · Twisk · Wadway (deels) · Wervershoof · Wognum · Zwaagdijk (Zwaagdijk-Oost en Zwaagdijk-West)

Buurtschappen: Bangert · Bennemeer · Broerdijk · De Buurt · Het Hoogeland · Kerkbuurt · Koppershorn · Lekermeer · Munnikij · 't Slot · Veldhuis · Het Westeinde · Wijzend · Zomerdijk

Noord-Holland: Steden en dorpen in Noord-Holland      Nederland: Provincies · Gemeenten